# Phyllophaga hirticula
Phyllophaga hirticula är en skalbaggsart som beskrevs av August Wilhelm Knoch 1801. Phyllophaga hirticula ingår i släktet Phyllophaga och familjen Melolonthidae. Utöver nominatformen finns också underarten P. h. comosa.